# 俺たちの祭
『俺たちの祭』（おれたちのまつり）は、ユニオン映画が制作、日本テレビ系で放送された若者たちの青春を描いたドラマ。

## 概要
1977年11月20日スタート。
『俺たちの旅』終了後、中村雅俊は本作の前番組である『俺たちの朝』のちょうど真裏にあたるNHK大河ドラマ『花神』に高杉晋作役で1977年10月まで出演していたが、その直後に1年ぶりにこの枠に戻って来ることになった。青春スターとして人気絶頂期を迎えていた中村の主演だけに本作にも期待が寄せられたが、前2作に比べてコメディの部分が少なくなり、挫折、苦悩、長い回想シーンなど至ってシリアス（深刻）な雰囲気の場面が多く、期待に反して視聴率的に苦戦してしまう。前2作と同様に4クール（1年間）の放送も想定されていたとのことだが、結果的に2クール（半年）をもって終了した。
中村雅俊は後日インタビューで、劇団の世界を「ちょっと覗いてみたいという人たちに、当時の芸能界の生々しい感じの裏側とか、見せなくてもいいような部分も見せちゃったのかな」「『（俺たちの）旅』のような世界を期待して観てくれていた視聴者の皆さんからすると、何か違ったんでしょうね」といったことを話している。
1997年にはビデオ、2003年にはDVDがそれぞれバップから発売されている。

## 内容
沖縄県・久米島で生まれ育った今城隆之は、ある日出張で来た東京で劇団「新樹」の試験を受け合格、入団する。そして、隆之が思いを寄せる新樹の事務員・北見直子や新樹の同期生で隆之に片思いする沢矢津子、アパート「東京ハウス」には隆之の幼馴染みで久米島から一緒に上京してきた小野昭一、漫画家の卵・森田正道、ギター流しのアルバイトをしている花井三四郎。夢を追う彼らの様々な青春群像劇が描かれる。
「東京ハウス」は渋谷区桜丘町、「新樹」は東急二子玉川駅近くという設定で、渋谷駅から恵比寿駅の間の山手線の沿線や宮下公園もよくロケ現場になった。

## 出演者
- 今城隆之 (タカ)：中村雅俊
- 北見直子：檀ふみ
- 小野昭一 (ハブ)：三ツ木清隆
- 沢矢津子 (ヤッコ、チビ【~第6回,隆之だけが呼ぶ】)：堀美奈子
- 花井三四郎 (ボーヤン･~第10,12~15,17~21回)：小島三児
- 森田正道 (みっちゃん)：角野卓造
- 田中路子 (森田の内縁の妻 みっちゃん)：秋本圭子
- 今城せつ (隆之の母･第1,2,23回[回想])：岩崎加根子
- 北見真佐子 (直子の母･第8,18回)：津島恵子
- 沢まゆみ (矢津子の母･第1,2,6,19回)：八千草薫
- 坂上静香 (昭一の妻･第14,16,19,21~23回)：津山登志子[3]
- 左右田一馬 (劇団「新樹」事務長･~第15,18回)：地井武男
- 剛田守 (劇団「新樹」講師･第2,4~6,9,11~13,15,21回)：今福正雄
- 劇団「新樹」研究生(第27期)[注釈 1]
  - 山下太郎：三景啓司
  - 木村忠彦：熟田一久
  - 倉橋一郎 (~第10,16回)：光田昌弘
  - 内田信人（内田健治）：佐藤政洋
  - 江口留美：白貝真理子
  - 小林久江 (チャコ･第8回~)：関谷ますみ
  - 本山知子：山口紀子
  - 田代理恵 (聴講生･第11~15回)：高沢順子
  - 安部八千代
  - 北原和枝：北泉展江
  - 川久保 寛：北原寛三
  - 西秀明：長谷川憬 (~第8回,現･長谷川初範）
  - 引馬厚代
  - 加藤文夫：水島文夫
  - 東リカ：棟里佳
  - 大原奈々：山川佳代子
  - 瀬戸よう子：吉田さより (~第15回,現･風祭ゆき)
- 南田 (劇団「新樹」幹部･第14~16,21回[回想])：近藤宏
- 下田 (サンキュー自動車 昭一の先輩･第9,14,17回)：穂積隆信
- Supper“どんたく”のママ (第9,10,16,17回)：柳川慶子
- 岩間正樹 (岩間グループ御曹司･第10,11,13~15回)：速水亮
- 木下 (編集者･第17~19,23回)：二見忠男
- 加賀涼子 (隆之のマネージャー･第20,21回)：篠ひろ子

## 主題歌・挿入歌
全て中村雅俊の歌による曲
- 主題歌「俺たちの祭」（作詞・作曲：小椋佳、編曲：チト河内）
  - 本作本編で流れたTVサイズバージョンには、レコードバージョンに無い歌詞が含まれている。
- 挿入歌
  - 「ただこの時だけを」（作詞・作曲：小椋佳、編曲：チト河内）- 第1話、2話、3話、4話、7話、11話、12話で使用
  - 「街の灯 CITY LIGHT」（作詞：山川啓介、作曲：中村雅俊、編曲：ラストショウ）- 第3話で使用
  - 「時をひらくと」（作詞：柴田陽平、作曲・編曲：チト河内） - 第6話、9話、19話で使用
  - 「辛子色の季節」（作詞・作曲荒木一郎、編曲：井上鑑、荒木一郎） - 第15話で使用
  - 「想い出のかたすみに」（作詞：みなみらんぼう、作曲：ブルース・バウアー、編曲：西村誠）
    - 第20話、21話の両話で中村演じる今城隆之のデビュー曲として使用された。中村のファーストアルバム『ふれあい』収録曲で、1975年の松竹映画『想い出のかたすみに』の主題歌でもあった。俺たちシリーズにおいては『俺たちの旅』の第12話でもこの曲が使用されている[1]。

## スタッフ
- 企画：岡田晋吉（日本テレビ）
- プロデューサー：中村良男（日本テレビ）、奈良邦彦（文学座）、山本剛正（ユニオン映画）
- 音楽：トランザム、チト河内
- 選曲：鈴木清司
- 脚本：鎌田敏夫、畑嶺明、金子成人、大原豊、柏原寛司
- 監督：斎藤光正、土屋統吾郎、佐藤重直

## 放送日程
| 回数 | 放送日         | サブタイトル   | 脚本             | 監督       | ゲスト |
| ---- | -------------- | -------------- | ---------------- | ---------- | --- |
| 1    | 1977年11月20日 | 海の炎         | 鎌田敏夫         | 斎藤光正   | |
| 2    | 11月27日       | 雨の叫び       | 鎌田敏夫、畑嶺明 | 斎藤光正   | 荒木道子（青柳志保） |
| 3    | 12月4日        | 街の灯         | 鎌田敏夫         | 土屋統吾郎 | 伊佐山ひろ子 (林朱美) |
| 4    | 12月11日       | 遠い光         | 畑嶺明           | 土屋統吾郎 | 永島暎子 (大橋和美) 本山可久子 (大橋君江＝和美の母) |
| 5    | 12月18日       | 冬の色         | 金子成人         | 斎藤光正   | 夏桂子 (麻生なおみ) 西沢利明 (市川圭介) |
| 6    | 12月25日       | 風の孤独       | 鎌田敏夫         | 斎藤光正   | 下元勉 (植村格) 西崎みどり (高木美果) 清水宏 (暴漢) |
| 7    | 1978年1月8日   | 季節の香り     | 畑嶺明           | 土屋統吾郎 | 有島一郎 (島尾重治) 田中小実昌 (編集者) 朝加真由美 (喫茶店の店員) 岩村久雄 |
| 8    | 1月15日        | 光と影         | 大原豊           | 土屋統吾郎 | 関川慎二 (三浦民雄) 小鹿番 (ケーキ屋主人) |
| 9    | 1月22日        | 一輪の花       | 金子成人         | 斎藤光正   | 三浦真弓 (剛田夕子) 剛達人 (田中仙一) |
| 10   | 1月29日        | 生きる情熱     | 鎌田敏夫         | 斎藤光正   | 山本紀彦 (北川徹) 萩奈穂美 (北川さゆり) 富田浩太郎 (劇団講師) |
| 11   | 2月5日         | 赤い火花       | 畑嶺明           | 土屋統吾郎 | 小池朝雄 (津山和行) |
| 12   | 2月12日        | 父の姿         | 柏原寛司         | 土屋統吾郎 | 稲葉義男 (山下重雄) 若葉しげる (舞台役者) |
| 13   | 2月19日        | 熱い夢         | 大原豊           | 斎藤光正   | 北村和夫 (松永弘造) 勝田久 (劇団講師) |
| 14   | 2月26日        | 燃える手       | 金子成人         | 斎藤光正   | |
| 15   | 3月5日         | 生きることの祭 | 鎌田敏夫         | 土屋統吾郎 | 松本克平 (嵐乱翔･隆之の父?) 小原秀明 (坂田保男) 根岸明美 (大泉加代子＝倉橋のパトロン) 大山豊 (部長) 猪野剛太郎 (守衛) 水沢有美 (嵐乱翔一座の女優) 北原隆 (嵐乱翔一座の俳優) 寄山弘 (酒場の客) |
| 16   | 3月12日        | 孤独のさけび   | 鎌田敏夫         | 土屋統吾郎 | 松本克平 (嵐乱翔･隆之の父?) 小原秀明 (坂田保男) 根岸明美 (大泉加代子＝倉橋のパトロン) 大山豊 (部長) 猪野剛太郎 (守衛) 水沢有美 (嵐乱翔一座の女優) 北原隆 (嵐乱翔一座の俳優) 寄山弘 (酒場の客) |
| 17   | 3月19日        | 春の足音       | 金子成人         | 斎藤光正   | 西川ひかる (“松陰荘”大家) 綾川香 (スーパーの主任) |
| 18   | 3月26日        | 幸福の時       | 畑嶺明           | 斎藤光正   | 三上真一郎 (伊達連太郎) 泉じゅん (真弓＝伊達の付き人・愛人) |
| 19   | 4月2日         | 愛と別れの街   | 大原豊           | 土屋統吾郎 | 高原駿雄 (演出家 堀部) 岩城和男 (警察官) |
| 20   | 4月9日         | 愛のたたかい   | 鎌田敏夫         | 斎藤光正   | 西沢利明 (岡部進一郎) 杉江廣太郎 (マネージャー・桑島) 冷泉公裕 (岡部の部下・高井) 小川エレナ (女性歌手) 中江真司 (涼子の元上司の課長)                                                         |
| 21   | 4月16日        | 栄光と真実     | 畑嶺明           | 佐藤重直   | 榊原るみ (栗山美枝) 戸浦六宏 (田島) 黒沢久雄 (歌手) 坂口芳貞 (西本) |
| 22   | 4月23日        | 春の嵐         | 金子成人         | 土屋統吾郎 | 寺田農 (演劇集団“波” 佐川) 丹古母鬼馬二 (“波”座長 林秀麿) 金内喜久夫 (あさひ出版 東) 小川露里 (隆之のファンの女性)                                                                            |
| 23   | 4月30日        | 祭の日         | 畑嶺明           | 土屋統吾郎 | 滝田裕介 (“東京第一劇場”演出家 大沢勇一) 佐々木孝丸 (主演俳優) 相原巨典 清水信一 (オーディション参加者)                                                                                       |